# Reinhard Resch (Politiker)

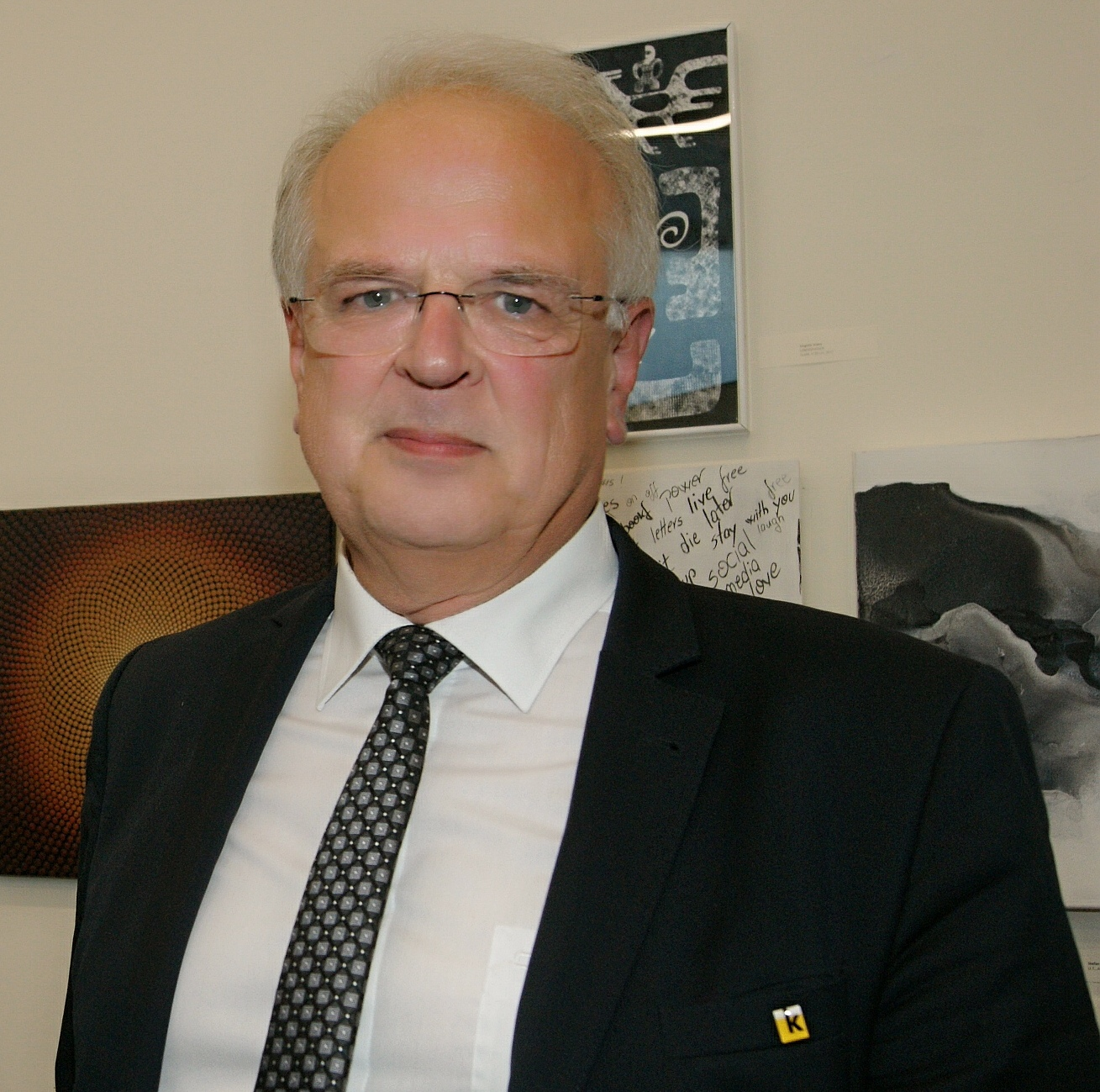
Reinhard Resch (2019)

Reinhard Resch (* 15. Juni 1955 in Opponitz, Niederösterreich) ist ein österreichischer Arzt, Politiker (SPÖ) und war von 2012 bis 2024 Bürgermeister der Stadt Krems an der Donau.

## Leben
Reinhard Resch wurde 1955 in Opponitz im Bezirk Amstetten in Niederösterreich geboren und wuchs in Hollenstein an der Ybbs auf. Er besuchte die Mittelschule in Chiavari (Italien), das Stiftsgymnasium Seitenstetten und legte die Matura am Stiftsgymnasium Melk ab. Es folgte ein Medizinstudium an der Universität Wien. Die Ausbildung zum Arzt für Allgemeinmedizin und Facharzt für Physikalische Medizin und Rehabilitation absolvierte er am Landesklinikum St. Pölten sowie in den USA (u. a. Mayo Clinic, Harvard).
Nach einer Stellung als Oberarzt im Sozialmedizinisches Zentrum Ost – Donauspital Wien wurde er 1992 Primarius am Landesklinikum Krems. Von 1995 bis 2012 war er dort stellvertretender ärztlicher Direktor. 1995 gründete er das Therapiezentrum CARDEA im Steigenberger Avance Hotel Krems.
Resch ist als Feuerwehrarzt auch Mitglied der Freiwilligen Feuerwehr Krems.
Aus der 1985 mit Erika Resch geschlossenen Ehe stammen drei Kinder.

## Politik

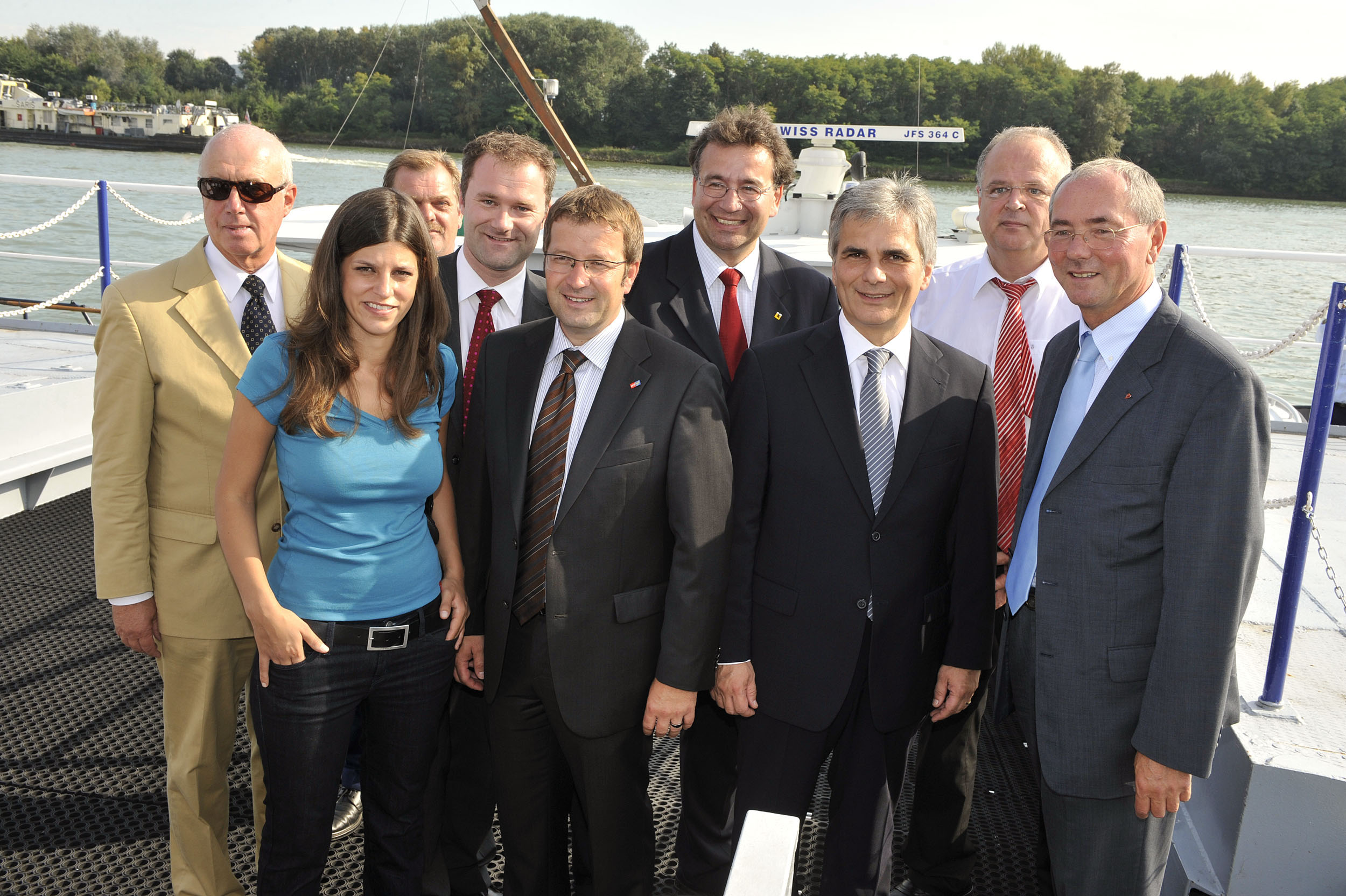
Reinhard Resch als Stadtrat mit Parteikollegen in Krems an der Donau (zweiter von rechts, 2008).

Ab 2002 war er Gemeinderat von Krems, Bezirksobmann des Bund Sozialdemokratischer Akademikerinnen und Akademiker, Intellektueller, Künstlerinnen und Künstler, 2005 Stadtrat, 2008 Stadtparteiobmann und ab dem 28. Januar 2009 zweiter Vizebürgermeister. Am 7. Oktober 2012 gewann Resch die Gemeinderatswahl 2012 in der Stadt Krems an der Donau knapp vor der damaligen Bürgermeisterin Inge Rinke.
Er trat sowohl bei der Gemeinderatswahl am 15. Oktober 2017 als SPÖ-Spitzenkandidat an, bei der die SPÖ 46,09 Prozent der Stimmen erzielte, als auch bei der Wahl am 4. September 2022, wo die Partei zwar Verluste auf 40,92 % hinnehmen musste, aber dennoch stimmenstärkste Kraft im Gemeinderat blieb und Resch als Bürgermeister bestätigt werden konnte. Am 31. Jänner 2024 gab Resch im Rahmen einer ordentlichen Gemeinderatssitzung seinen Rücktritt vom Amt des Bürgermeisters per 1. Februar 2024 bekannt.

## Kritik
Im Gemeinderatswahlkampf 2017 wurde Kritik geäußert. Auf einem SPÖ-Werbeplakat war Resch mit dem Propst des Stiftes Herzogenburg Maximilian Fürnsinn zu sehen. Der Titel: „Mein Weg: Offenheit predigen. Und leben.“ Fürnsinn meinte daraufhin, Resch habe ihn lediglich gefragt, ob er denn das Foto verwenden dürfe. Er hätte jedoch einer SPÖ-Plakatkampagne mit ihm nie eine Zustimmung gegeben.

## Auszeichnungen
- 2017: Rosa-Jochmann-Plakette[9]
- 2024: Goldene Florianiplakette[3]
- 2025: Ehrenbürger der Stadt Krems an der Donau[10]